# Eli Lígur
Eli Lígur (en llatí Aelius Ligur) va ser un polític romà del segle i aC.
Era tribú de la plebs l'any 57 aC i va intentar amb el seu veto, al que tenien drets els magistrats del seu rang, impedir l'aprovació d'un decret del senat pel qual es feia tornar Ciceró de l'exili. Segons el mateix Ciceró, que podria no ser massa neutral en aquest punt, era un obscur individu, que feia servir un cognom al que no tenia dret.